# Christian Schneuwly
Christian Schneuwly (sinh ngày 7 tháng 2 năm 1988) là một tiền vệ bóng đá người Thụy Sĩ thi đấu cho FC Luzern.

## Sự nghiệp
Ở mùa giải 2008-09 anh từng thi đấu theo dạng cho mượn cho FC Biel Bienne tại Swiss Challenge League từ BSC Young Boys.

## Cá nhân
Anh trai của anh, Marco Schneuwly cũng là một cầu thủ bóng đá. Hai anh em thi đấu với nhau cho BSC Young Boys, FC Thun và FC Luzern.